# Waldburg-Capustigall

Stemma di Waldburg

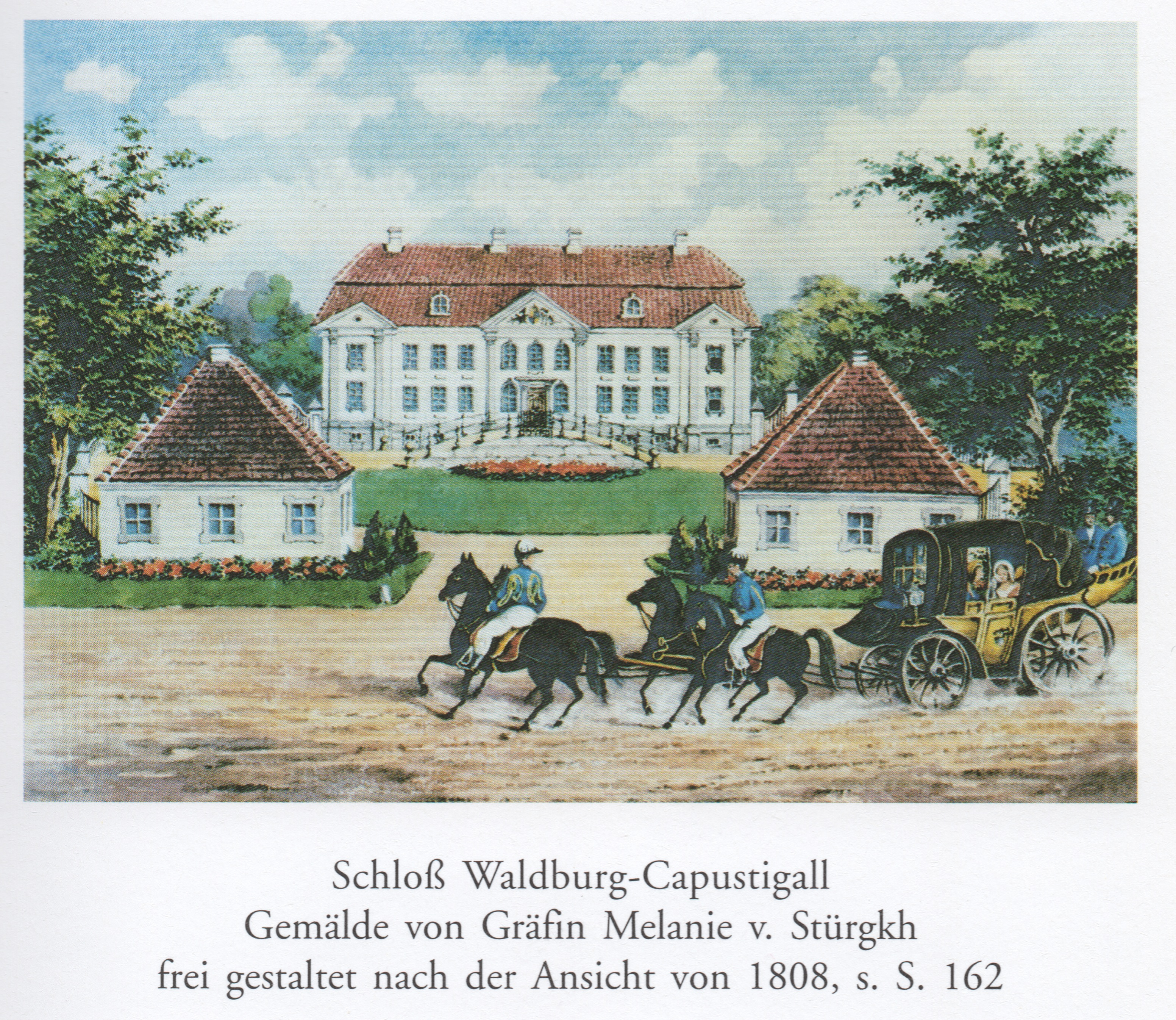
La villa Waldburg a Capustigall (Oblast' di Kaliningrad)

Waldburg-Capustigall fu una Signoria - poi una Contea — del Sud-Est del Baden-Württemberg, in Germania. Waldburg-Capustigall venne derivata dalla divisione di Waldburg-Trauchburg e venne elevata a Contea nel 1686, per poi di essere definitivamente annessa al Regno di Prussia nel 1745.

## Reggenti di Waldburg-Capustigall

### Signori di Waldburg-Capustigall
- Giovanni Giacomo, 1554–1585
- Wolfgang Enrico, 1585–1637
- Giovanni Alberto, 1637–1655
- Abramo, 1637–1638
- Wolfgang Cristoforo, 1643–1686 (elevato a Conte del Sacro Romano Impero)

### Conti di Waldburg-Capustigall
- Wolfgang Cristoforo, 1686–1688
- Gioacchino Enrico, 1655–1703
- Ottone Guglielmo I, 1703–1725
- Carlo Federico, 1703–1722
- Ottone Guglielmo II, 1725–1745